# Ichhāwar
Ichhāwar är en ort i Indien.   Den ligger i distriktet Sehore och delstaten Madhya Pradesh, i den centrala delen av landet, 600 km söder om huvudstaden New Delhi. Ichhāwar ligger 515 meter över havet och antalet invånare är 13 656.
Terrängen runt Ichhāwar är platt. Runt Ichhāwar är det ganska tätbefolkat, med 104 invånare per kvadratkilometer. Det finns inga andra samhällen i närheten. Trakten runt Ichhāwar består till största delen av jordbruksmark.